# GSC3627-1716
GSC3627-1716 — хімічно пекулярна зоря спектрального класу A, що має видиму зоряну величину в смузі V приблизно 10,8.